# جقلو (مقاطعة ديواندرة)
جقلو (بالفارسية: جقلو) هي قرية تقع في قسم قراتورة الريفي (مقاطعة ديواندرة) في إيران. يقدر عدد سكانها بـ 75 نسمة بحسب إحصاء 2016.